# Shokuh al-Sultana
Shokuh al-Sultana (in persiano  شواء سلطان‎; Teheran, 1838 – Teheran, 1892), anche nota come Shikoh ol-Saltaneh è stata una sovrana persiana della dinastia Qajar, figlia di Fathollah Qajar e nipote di Fath Ali Shah (1772-1834), prima consorte del quarto Scià di Persia Nāṣer Al Dīn (1831– 1896) e madre di Mozaffar ad-Din Shah Qajar (1853-1907).

## Titoli ed Onorificenze
- Consorte reale Shahzadeh Khanoum.
- Consorte ufficiale (in persiano: Sīḡa to ʿAqdī).
- Regina Madre (in persiano: Walida Shah).
- Sua eccellenza la signora (in persiano: Begum Khanoum)